# Sad (nassarita)
Abu-Nasr Sad al-Mustaín bi-L·lah fou rei musulmà de la dinastia nassarita de Granada. Era fill d'Ali i net de Yússuf II. Tenia el suport de Castella i dels Abecerrajes i el 1453/1454 a la mort de Muhàmmad IX al-Aysar les faccions van proclamar a Muhàmmad XI el Xic (el Chiquito) fill de Muhàmmad VIII que va dominar l'Emirat de Gharnata, Màlaga i Almeria, mentre Sad ibn Alí era proclamat també rei i dominava Ronda i la part occidental del regne. Sad, que ja s'havia revoltat una mica abans, era vassall del rei Joan II de Castella, però el 21 de juliol de 1454 va morir a Valladolid, i el rei musulmà, al·legant que el vassallatge era personal va trencar amb Castella. Aquest moviment podria estar relacionat amb la lluita pel poder a Granada on governava Muhàmmad XI el Xic i el 1454 havia signat una treva amb Castella, onerosa pel regne i fou enderrocat (1354) i Sad fou reconegut a Granada. Muhàmmad XI va resistir a Màlaga però finalment fou capturat pel fill de Sad, Abu-l-Hàssan Alí ibn Sad (Muley Hacen a les cròniques cristianes), i executat amb tota la seva família a l'Alhambra.
Durant tres anys els combats amb els castellans foren continuats encara que de baixa intensitat (guerra de Granada de 1455 a 1457). Cap batalla important s'assenyala però els castellans van assolar la Vega de Granada i van ocupar Huelma i Jimena El 1457 es va ajustar una treva parcial.
El juliol de 1462 Sad va trencar amb els Abencerrajes i va fer matar dos dels membres principals de la família a l'Alhambra; la resta dels membres del clan van fugir a Màlaga i el setembre van proclamar sobirà a l'antic rei Yússuf V. Mentre el 20 d'agost els castellans es van apoderar de Gibraltar el governador de la qual es va sotmetre i es va fer cristià. El setembre els castellans ocupaven Archidona. El novembre Yússuf V es va apoderar dels territoris occidentals i va entrar a Granada. Però Sad va recuperar la capital el desembre i Yússfu va morir.
L'agost de 1464 el seu fill Abu-l-Hàssan Alí ibn Sad (Muley Hacen) el va enderrocar en un cop d'estat planejat en aliança amb els Abencerrajes, i el va empresonar.